# 이기 (1855년)
이기(李琦, 1855년 음력 10월 8일 ~ ?)는 대한제국과 일제강점기의 관료이다.

## 생애
1894년에 외무아문 주사로 임명되고 이듬해에는 외부 주사가 되는 등 외교 부문에서 관리로 근무하였다. 1897년에는 영국 등 유럽 국가 공사관의 3등 참사관로 임명되었다가 관직에서 일시 퇴임하였다.
1898년에 대한제국 중추원 의관으로 복귀한 뒤 1899년에는 궁내부 물품사장에 임명되었다. 1900년에 정3품에 올랐다. 외부 참서관을 거쳐 1905년에 창원부 감리 겸 창원항재판소 판사를 맡았다. 1906년에 종2품에 올랐다.
창원부윤에 이어 경주군 군수를 맡았으며, 1908년에 일본 정부로부터 훈4등 서보장을 수여받기도 했다. 1910년에 한일 병합 조약이 체결되어 조선총독부 군수로 이동하였다.
총독부 체제에서 충청남도 평택군 군수와 은진군 군수를 차례로 역임하였다. 1914년에 대한제국 관리 출신 지방관을 대거 정리할 때 퇴관하여, 총독부 군수로는 약 3년 반가량 재직했다. 한국병합기념장을 받은 것을 비롯하여, 퇴관 당시 정7위 훈4등에 서위되어 있었다.
2008년 민족문제연구소가 발표한 친일인명사전 수록예정자 명단 중 관료 부문에 포함되었다.

## 참고자료
- 이기(李琦) - 국사편찬위원회